# Туркменський календар
Туркменський календар (уведено внаслідок перейменування місяців і днів тижня в Туркменістані) — календар, введений в 2002 році президентом Туркменістану Сапармуратом Ніязовим у Туркменістані. Календар являв собою григоріанський календар з перейменованими місяцями і днями тижня. Скасований 2008 року.
10 серпня 2002 року уряд Туркменістану ухвалив закон, який перейменував усі місяці й дні тижня. Назви були обрані відповідно до туркменських національних символів, як вони описані в Рухнамі — книзі, яку написав Сапармурат Ніязов, перший і єдиний довічний президент Туркменістану. Згідно з документальним фільмом Арто Халонена «Тінь священної книги» (фін. Pyhän kirjan varjo, англ. Shadow of the Holy Book), перейменувати місяці вигадав турецький бізнесмен Ахмет Чалик, коли намагався подружитися з Ніязовим, щоб розширити свій бізнес у Туркменістані.
Після ухвалення закону нові назви вживалися в усіх туркменських державних ЗМІ. Видання іншими мовами також часто їх використовували, особливо ті, які орієнтувалися на російськомовних громадян Туркменістану, іноді вони вказували стару назву в дужках. 
Ніязов помер у 2006 році, через чотири роки після перейменування. 23 квітня 2008 року державні ЗМІ повідомили, що кабінет міністрів Туркменістану обговорював відновлення старих назв місяців і днів тижня. Традиційні назви відновили в липні 2008 року. 
Назви місяців у туркменській мові походять з латини, запозичені через російську. Нововведені назви місяців були такими:
| Англійська (як зразок похідних з латини) й українська назви | Назва туркменською мовою | Назва, яку вживали у 2002-2008 роках | Пояснення |
| ----------------------------------------------------------- | ------------------------ | ------------------------------------ | --- |
| January (укр. січень)                                       | Ýanwar                   | Türkmenbaşy                          | Туркменбаші (глава туркмен) — титул диктатора Сапармурата Ніязова                                                        |
| February (укр. лютий)                                       | Fewral                   | Baýdak                               | Прапор – день прапору Туркменістану до 2017 року відзначався 19 лютого, на день народження Ніязова                       |
| March (укр. березень)                                       | Mart                     | Nowruz                               | Новруз – традиційний перський Новий рік, відзначається у березні                                                         |
| April (укр. квітень)                                        | Aprel                    | Gurbansoltan                         | Гурбансолтан – ім'я матері Ніязова, яка можливо народилася цього місяця                                                  |
| May (укр. травень)                                          | Maý                      | Magtymguly                           | Махтумкулі – туркменський поет, якого Ніязов вважав одним із головних духовних учителів туркменів                        |
| June (укр. червень)                                         | Iýun                     | Oguz                                 | Огуз – легендарний напівміфічний засновник туркменської нації, вперше записаної в XIII ст. (див. огузи)                  |
| July (укр. липень)                                          | Iýul                     | Gorkut                               | Коркут – герой туркменського епосу «Книга мого діда Коркута»                                                             |
| August (укр. серпень)                                       | Awgust                   | Alp Arslan                           | Алп-Арслан – другий очільник Сельджуцької імперії, переміг у війні візантійців й ініціював міграцію турків до Малої Азії |
| September (укр. вересень)                                   | Sentýabr                 | Ruhnama                              | Рухнама – книга Ніязова, яка задумана як духовна настанова для туркменського народу                                      |
| October (укр. жовтень)                                      | Oktýabr                  | Garaşsyzlyk                          | Незалежність – День незалежності Туркменістану святкувався в жовтні до 2018 року                                         |
| November (укр. листопад)                                    | Noýabr                   | Sanjar                               | Санджар – останній правитель Сельджуцької імперії                                                                        |
| December (укр. грудень)                                     | Dekabr                   | Bitaraplyk                           | Нейтралітет – Туркменістан було проголошено нейтральною країною, День нейтралітету святкується у грудні                  |

Назви днів тижня у туркменській походять з перської мови. Нововведені назви були такими:
| Українська назва | Туркменська назва | Назва, яку вживали у 2002-2008 роках | Пояснення           |
| ---------------- | ----------------- | ------------------------------------ | ------------------- |
| понеділок        | Duşenbe           | Başgün                               | Головний день       |
| вівторок         | Sişenbe           | Ýaşgün                               | День молоді         |
| Середа           | Çarşenbe          | Hoşgün                               | Сприятливий день    |
| четвер           | Penşenbe          | Sogapgün                             | День справедливості |
| П'ятниця         | Anna              | Annagün                              | День-п'ятниця       |
| Субота           | Şenbe             | Ruhgün                               | День душі           |
| неділя           | Ýekşenbe          | Dynçgün                              | День відпочинку     |

## Дивіться також
- Григоріанський календар

## Зовнішні посилання
- Місяці григоріанського (християнського) календаря різними мовами(англ.)
- Дні тижня різними мовами(англ.)
- Бердымухамедов велел вернуть старый календарь, Аркадий Дубнов, gundogar.org, 2008-04-25 [Архівовано 9 березня 2016 у Wayback Machine.] (рос.)